# Franciszek Schornak
Franciszek Schornak (ur. 13 listopada 1857 w Szemudzie, zm. 4 marca 1940 w Skórczu) – nauczyciel, etnograf i działacz kociewski.

## Życiorys
Urodził się w rodzinie małorolnego chłopa. W 1885 ukończył seminarium nauczycielskie w Tucholi. W 1890 został kierownikiem szkoły w Osieku, a następnie w Skórczu. Należał do nielicznych nauczycieli, którzy spełnili wszystkie formalne wymogi władz pruskich, a jednocześnie nie wyparli się polskości. W 1915 z okazji 25-lecia pracy zawodowej otrzymał honorowy tytuł rektora, który został potwierdzony przez władze polskie po odzyskaniu niepodległości. Dzięki jego staraniom wybudowano w Skórczu nowoczesny budynek szkolny.
Po wkroczeniu wojsk polskich w 1920 aktywnie zaangażował się w działalność społeczną między innymi: organizował kursy języka polskiego i kierował biblioteką Towarzystwa Czytelni Ludowych.
Wielką pasją Schornaka była etnografia i historia Kociewia. Zgromadził liczną kolekcję zabytków oraz bogaty materiał źródłowy. Wykorzystywał go w publikując na łamach wielu czasopism lokalnych: Dziennika Starogardzkiego, Gazety Kaszubskiej, Dziennika Gdańskiego.
Prawie cała spuścizna rękopiśmienna, w tym pamiętnik prowadzony przez kilkadziesiąt lat, księgozbiór oraz kolekcja etnograficzna uległa zniszczeniu w czasie działań wojennych w 1945.